# Ezio (Conforto)
Ezio és una òpera en tres actes composta per Nicola Conforto sobre un llibret italià de Pietro Metastasio. S'estrenà al Teatro della Fiera de Reggio Emilia el 29 d'abril de 1754.
Possiblement, aquesta era l'òpera estrenada amb aquest nom per Pasqua de 1754 al Teatre de la Santa Creu de Barcelona.